# Kľak (Velká Fatra)
Kľak o nadmořské výšce 1394 m je nejvyšším vrchem turčanské větve hlavního velkofatranského hřebene. Z vrcholu je kruhový rozhled.

## Přístup
- po červené turistické značce č. 0870 (Velkofatranská magistrála) ze Svrčníckého sedla
- po červené turistické značce č. 0870 (Velkofatranská magistrála) z Chládkového
- po modré turistické značce č. 2731 z Košiariska
- po turistické značce č. 8636 z Košiariska
- po turistické značce č. 5629 z Rakové